# 6 (tal)
 For alternative betydninger, se vi.
 For alternative betydninger, se 6 (flertydig). (Se også artikler, som begynder med 6)
6 (seks) er:
- Det naturlige tal efter 5, derefter følger 7
- Et heltal
- Et lige tal
- Et fuldkomment tal, idet summen af de tal der går op i 6 (1, 2 og 3) giver 6.
- Et fakultetstal, idet 3! = 6.
- Det tredje trekanttal (1+2+3 = 6)
- Et semiprimtal (2×3 = 6)
- Et sammensat tal (2×3 = 6)

Det danske ord "seks" deler etymologi med de andre indoeuropæiske sprogs ord for det samme og lader ikke til at have nogen bagvedliggende betydning.

## I matematik
- Et polyeder med 6 sider kaldes en terning eller et hexaeder.
- En million har 6 nuller.
- Det mindste tal, der er produktet af to forskellige primtal.
- Det mindste fuldkomne tal.
- Binomialkoefficienten {\displaystyle {4 \choose 2}} = 6, hvor summen af størrelserne er 4 + 2 = 6.
- Seks eller sex kan også nydes

## Kemi
- Grundstoffet carbon har atomnummer 6

## Astronomi
- Månerne om en given planet, ud over Jordens egen måne, er traditionelt blevet tildelt romertal: På den måde har Jupitermånen Himalia, Saturnmånen Titan, Uranus-månen Cordelia og Neptun-månen Galatea alle fået romertallet VI.

## Andet
Og der er:
- 6 i en sekstet
- 6 sider på en terning
- 6 spillere på banen ad gangen for hvert hold i volleyball
- IS-6 er en kendt sovjetisk kampvogn.
- På en standard guitar er der 6 strenge.
- Det højeste tal på en af siderne i en domino brik.
- 666 er Dyrets tal eller satans tal.
- I stelnumre er 6 VIN-kode for modelår 2006.

- Wikimedia Commons har flere filer relateret til 6 (tal)

| Matematik | Spire Denne artikel om matematik er en spire som bør udbygges. Du er velkommen til at hjælpe Wikipedia ved at udvide den. |